# Batalla del Metaure
La batalla del Metaure fou un combat lliurat el 207 aC entre Hasdrúbal, germà d'Hanníbal i els cònsols romans Gai Claudi Neró i Marc Livi Salinàtor, en la qual el primer fou totalment derrotat i mort. Aquesta victòria romana va capgirar el curs de la Segona Guerra Púnica fins llavors favorable en termes generals als cartaginesos.
La batalla és narrada per Tit Livi, que diu que Marc Livi Salinàtor va acampar amb les seves forces a la vora de Sena Gallica, moderna Sinigaglia, i Asdrubal a poca distància. Quan el cartaginès es va adonar de l'arribada de Claudi amb 6000 infants i 1000 cavallers, va aixecar el seu camp i es va retirar al Metaure a uns 20 km de Sena. Buscant un lloc per creuar i al mateix acostant-se a la costa per retirar-se, va acampar a un turó; a l'alba, els romans els van rodejar i el van obligar a una batalla, sense que els cartaginesos haguessin pogut travessar el riu, i en posició desfavorable. Els cartaginesos foren aniquilats i el mateix Hasdrúbal va morir.

## Preludi
Fins aquell moment, la campanya d'Hasdrúbal per reforçar la posició del seu germà a Itàlia no havia patit cap contratemps. Havia evitat tots els esforços de Publi Corneli Escipió per interceptar-lo a Hispània i entrava a la Gàl·lia l'hivern del 208 aC. Un cop allí, va esperar la primavera del 207 aC per creuar els Alps i arribar a terres del nord d'Itàlia. L'avanç d'Hasdrúbal havia estat molt més ràpid que el del seu germà Hanníbal déu anys abans, si bé ell no va tenir l'impediment d'enfrontar-se a les tribus de la Gàl·lia, que tant havien dificultat el camí del seu germà. Gràcies a les campanyes d'Hanníbal, els Gals temien i respectaven els cartaginesos, així que donaren pas franc a Hasdrúbal i molts d'ell passaren a engrossar les files del seu exèrcit. Com el seu germà, Hasdrúbal va tenir èxit en portar els seus elefants de guerra, entrenats a Hispània, a través dels Pirineus i dels Alps.
Roma encara s'estava refent de les devastadores derrotes que havia patit davant d'Hanníbal, i la idea d'enfrontar-se als dos germans Barca a la vegada terrortizava els Romans. Els dos cònsols, Neró i Livi tenien per missió aturar a Hanníbal i Hasdrúbal respectivament. L'exèrcit de Claudi Neró, de més de 40.000 homes, era massa nombrós per Hanníbal, que va rebutjar l'enfrontament obert i va obligar a Neró a perseguir-lo sense èxit per tota la regió del Brútium; mentrestant, Livi, seguia amb cautela els moviments d'Hasdrúbal, permetent que aquest arribés més enllà del riu Metaure.
Hasdrúbal volia trobar-se amb el seu germà en Úmbria, però els seus missatgers foren capturats per Claudi Neró, qui obtingué d'aquesta manera informació sobre els plans del cartaginès. Neró, sense perdre temps, va avançar cap al nord amb 7.000 homes, 1.000 dels quals eren cavalleria, conscient de l'amenaça que la unió dels dos germans Barca podia representar.

## Unió dels dos cònsols
Claudi Neró es va reunir amb Livi, que estava acampat a poca distància d'Hasdrúbal. La trobada dels dos cònsols va tenir lloc durant la nit, així que els cartaginesos no s'adonaren fins l'endemà, quan els Romans prengueren formació per la batalla. Hasdrúbal va ordenar que els seus homes també prenguessin posicions, però llavors s'adonà que l'exèrcit romà havia augmentat durant la nit i que la cavalleria enemiga era en aquells moments més nombrosa. Conscient de la seva inferioritat, va decidir retirar-se de nou al seu campament.
La resta del dia va transcórrer sense incidents, ja que els Romans decidiren no atacar les fortificacions del campament cartaginès. Hasdrúbal, per la seva part, va esperar la nit per ordenar la retirada cap a la Gàl·lia, des d'on tornaria a intentar posar-se en contacte amb el seu germà. Malgrat tot, els seus guies el van trair, i el van abandonar mig perdut en les ribes del Metaure, buscant un pas per on creuar.
Amb la matinada, sense haver trobat un pas segur i amb les legions dels dos cònsols aproximant-se, Hasdrúbal es va veure forçat a preparar-se per la batalla.

## Desplegament de les tropes

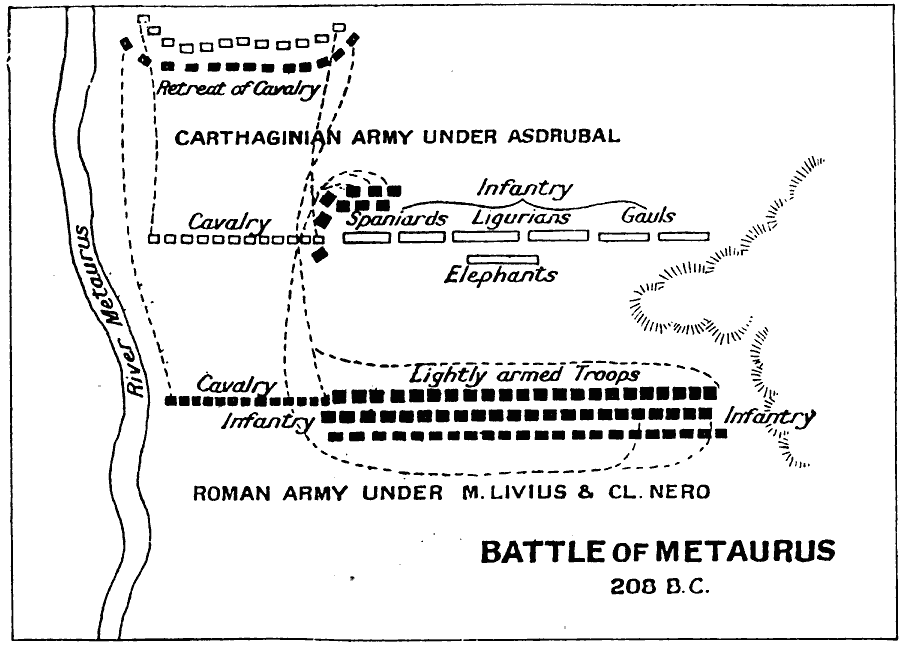
Desplegament de les tropes abans de la batalla.

El lloc exacte de la batalla és desconegut, sense saber-se del cert si es va produir a la riba nord o sud. Així mateix, el nombre d'homes de cada bàndol varia significativament segons la font. Apià considera que el bàndol cartaginès copmtava amb 48.000 homes, 8.000 cavalleria i 15 elefants. L'historiador Tit Livi, per la seva part, augmenta el nombre de cartaginesos a 61.000 morts o presoners, més un nombre indeterminat que va poder fugir. Avui en dia es considera que aquestes xifres són exagerades i s'estima que l'exèrcit d'Hasdrúbal comptava amb 30.000 homes. Marc Livi tenia quatre legions (32.000-40.000 homes) i Claudi Neró es va afegir amb uns 7.000.
Com la majoria dels exèrcits cartaginesos, el d'Asdrubal era una barreja de diferents cultures i ètnies, incloent-hi Íbers, Gals i Ligurs a més d'africans. L'ala dreta d'Asdrubal es trobava a la riba del Metaure, mentre l'esquerra quedava més protegida en un territori elevat i de difícil accés. El cartaginès va posar la cavalleria a la dreta, juntament amb els seus millors guerrers d'origen íber i africà. El centre fou pels Ligurs i els elefants, mentre la dreta quedava en mans dels Gals, menys disciplinats i menys ben entrenats, però protegits per muntanyes i barrancs.
Marc Livi es va posar al davant de l'ala esquerra romana, Claudi Neró al davant de l'ala dreta i el prefecte Porci Licí va dirigir el centre. La cavalleria es va situar a l'esquerra, per enfrontar-se als genets cartaginesos.

## Batalla
El flanc esquerre dels romans va carregar contra l'ala dreta d'Hasdrúbal i la cavalleria cartaginesa va caure davant de la superioritat numèrica de l'adversari. La infanteria, però, va ser capaç de resistir inicialment l'empenta dels romans fins que Claudi Neró, a l'ala esquerra, es va adonar que era una pèrdua de temps intentar arribar fins als Gals, car el terreny era inaccessible, així que va prendre la meitat dels seus homes i els va portar pel darrere de l'exèrcit romà fins a arribar a l'altre extrem de la batalla. Un cop a l'ala esquerra, va rodejar a Marc Livi i als cartaginesos per poder atacar aquests últims per la rereguarda. Els Íbers no van poder resistir l'atac combinat dels dos cònsols i en la seva fugida van bloquejar i confondre el centre de la formació cartaginesa.
Les tropes del centre d'Hasdrúbal s'enfrontaren llavors a l'atac de Porci pel davant, Livi pel flanc i Neró pel darrere, i aviat fugiren en total desordre, caçats en massa pels Romans durant la retirada.
Hasdrúbal, veient que no hi havia esperança, es va llança a la càrrega contra l'enemic en les acaballes de la batalla, caient en combat.

## Fets posteriors
Claudi Neró no va tenir cap respecte pels caiguts i va ordenar que el cos d'Hasdrúbal fos decapitat. El cap fou llançat dins del campament d'Hanníbal com a senyal de la victòria romana.
Amb Hasdrúbal mort i sense esperances de rebre reforços de Cartago, Hanníbal va veure frustrats els seus somnis de derrotar els Romans. Malgrat tot, va romandre a Itàlia fins que Escipió l'Africà va portar la guerra a terres africanes i Hanníbal es va veure obligat a retornar a la seva terra. Els dos grans generals s'enfrontaren a la batalla de Zama el 202 aC, on Hanníbal fou derrotat.